# Camarade Papa
Camarade Papa est un roman en français de Gauz publié par les éditions Le Nouvel Attila en 2018. Il a reçu le Prix Éthiophile 2019.

## Trame narrative
Un jeune homme éduqué des années 1880 se décide à quitter sa demeure, Châtellerault, et la France pour l'Afrique, la Côte d'Ivoire. Là, il observe, part en mission et en caravane, rejoint son poste à Assikasso.
Dans les années 1980, un petit enfant noir, de 8 à 10 ans, à Amsterdam, reçoit une éducation francophone particulière (lutte de classes). Ses parents finissent par l'envoyer la compléter en Côte d'Ivoire. 
Pris en charge par un oncle et une tante, il y rencontre d'autres élèves, sa grand-mère (Bonjour camarade Alloua-Treissy (p. 250)), et y découvre la tombe de son arrière-grand-père, Maxime Dabilly - 1936 (p. 251).

## Découpage
- La Plage
- Chapitre rouge : CRAC
- Chapitre romain : Dabilly
- Chapitre Alsace allemande : De fusils et de bloos
- Chapitre pendulé volant : UTA
  - Légende du Prince et du Parisien
- Ya bon chapitre : Du caractère colonial
  - Légende des dauphins, des Kroumens et de la barre
- Chapitre à tresses hirsutes : Adjo Salgass
- Chapitre à têtes élevées : La classe révolutionnaire
  - Légende du pacte d'Ahounyanssou
- Chapitre manticore : Malan Alloua
  - Légende de la première débarquée
- Chapitre urbain : Assikasso
- Chapitre apis et pupitres : Assikasso EPP 1 et 2
  - Légende du sergent Malamine Camara
- Chapitre de la "mort" : Femme de Parisien
  - Légende de l'interprète zéro
- Chapitre de résurrection : Treich
- Chapitre orphelin : La maison seule sur la colline

## Contexte géographique et historique

### Années 1880
Aucune date n'est donnée sur cette période, mais la majorité des personnages et des événements évoqués sont réels, et l'essentiel de l'action se concentre sur l'année 1888.
- France : les années de formation de Maxime
  - Alsace, Strasbourg, guerre de 1870, Niederbronn, Sarreguemines, Diebling
  - Châtellerault, Manufacture d'armes de Châtellerault, réfugiés alsaciens
  - la Claise, Abilly, maison de la Galerette, La Pallice, La Rochelle
- Côte d'Ivoire, villes ou villages : Grand-Bassam, Assinie, Assikasso, Alépé, Elima, Kéwaré, Abi, Azuretti, Amélékia, Yakassé, Bettié...
- Fleuves et rivières : Tanoé, Comoé
- Histoire de la Côte d'Ivoire au XIXe siècle[1] :
  - Royaume de Krinjabo, capitale Assinie, roi Akassimadou[2]
  - Royaume du Sanwi (sud) : roi Amon N'douffou II, reine-mère Malan Alloua
  - royaume de Zanzan (nord-est), capitale Bondoukou, Gontougo
  - royaume d'Assikasso
  - Empire ashanti (1701-1957), capitale Kumasi
  - Empire kong (1710-1898), ou Empire Wattara ou Empire Ouattara, roi Karamokho-Oulé Ouattara (1817-1892)
  - Abron (peuple)
  - Worodougou, région du centre
- Colonie française :
  - Expédition de Côte d'Ivoire (1843)
  - Installation des Français en Côte d'Ivoire
  - Administrateurs coloniaux en Côte d'Ivoire
  - Édouard Bouët-Willaumez (1808-1871)
  - Louis Faidherbe (1818-1889)
  - René Caillié (1799-1838) (p. 221)
  - Garnet Joseph Wolseley (1833-1913), militaire britannique, guerres anglo-ashanti (1824-1901)
  - Lethbridge, capitaine britannique
  - capitaine Thévenard (p. 135), qui a attaqué le village d'Abi
  - Sergent Malamine (1850-1886)
  - Comptoirs fortifiés en Côte d'Ivoire[3]
    - Fort Verdier, Kouamé Kpli
    - Fort Joinville, Assinie

  - Aniaba, prince d'Assinie, envoyé en France en 1688, formé, et revenu vers 1700, et qui serait le lointain parent de la famille Anno

### Années 1980
Aucune date n'est fournie, mais l'adulation (par l'enfant et ses parents) des discours révolutionnaires et des régimes communistes correspond à ces années-là : le Grand Timonier Mao Tsé Toung, Lin Piao, Camarade Fidèle Cigare (p. 126), Enver Hodja (1908-1985), Kim Il-sung (1912-1994), ou Youri Gagarine, et Commune-de-Paris.

## Personnages
Le lecteur accompagne, en 1888, Maxime Dabilly et Adjo Salgalss principalement, et en 1988 presque uniquement l'enfant anonyme, à Amsterdam comme en Côte d'Ivoire.

### Années 1880
- France :  Maxime Dabilly, Pierre Munchène ou Peter München, et les Alsaciens de la Manufacture d'Armes
- Côte d'Ivoire :
  - Arthur Verdier (1835-1898)[4],[5], armateur, négociant, Résident de France à Grand-Bassam et Assinie de 1871 à 1889, alias Nanan Dverdjé
  - Amédée Brétignère (1856-1890), fondé de pouvoir du précédent, pionnier du café et du cacao en Côte d'Ivoire
  - Louis-Gustave Binger (1856-1936), explorateur, administrateur colonial français
  - Treich, Marcel Treich-Laplène (1860-1890)[6], explorateur, administrateur colonial, qui part à la recherche de LG (disparu), à la rencontre de Binger, et pour contrôler le respect des accords signés avec les divers royaumes
  - Maxime Dabilly, narrateur, alias Dabii, employé, puis responsable du poste d'Assikasso
    - collègues Dejean (hurleur), docteur Péan, comptable Fourcade, Dreyfus (inquiet d'or), Bricard (discret), Claude-Zéphirin Ludovic, et l'interprète Saint-Pierre
    - Eugène Cébon, chef cuisinier, alias Kouamé Kpli de Krinjabo
    - Louis Anno, interprète, fils d'un lettré formé en France
    - Boidy, hôte officiel de Maxime à Assikasso, et donc son parent responsable
    - Agny Tano
    - Sokhna, épouse du tirailleur-chasseur Coumba, et cuisinière-intendante de Maxime, et Petit Malamine, leur fils
    - trois tirailleurs, miliciens, djiminis : Coumba, Kouadio Angaman alias Capitaine-et-veinard, et Kassy Ntiman (p. 196)

  - Adjo Salglass, princesse Krinjabo, ou Adjo Blé,
    - sa mère Amlan Brôfouê Klaman (p. 228)

  - Sitafa, descendant de Wattara, Bambara de Bondoukou (p. 200), visiteur et négociateur

### Années 1980
Les personnages contemporains sont fictifs, et évoqués surtout du point de vue du narrateur enfantin :
- Amsterdam :
  - Capitaine Papa, les grands-soirs-Camarade-Papa,
  - Maman, les grands-soirs-Maman,
  - Yolanda, du Surinam, marchande de bisous, nounou
  - Marie-Anna, Marko-le-jaloux, Amédée-Pierre
- Côte d'Ivoire
  - oncle Émile et tante Geneviève, sans enfant
  - grand-mère Nana Alloua-Treissy (p. 125) et (p. 250)
  - Yafoun Aléki, ma voisine de classe populaire télévisée
  - Éhima Jean, autre élève
  - directeur d'école, policier d'aéroport, etc

## Style
Pour l'enfant moderne, le narrateur joue avec les mots et les sonorités : les maîtresses se follent (p. 17), Yolanda regarde ailleurs chaque fois que je la triste (p. 19), Yolanda me faucille du sol (p. 19), elle me marteau au sol (p. 19), le sourire au grand capital triste les masses (p. 21), je folle les maîtresses (p. 22), il me discourt (p. 24), il s'oublie et s'arrête au milieu d'un hareng révolutionnaire (p. 24), elle raconte des histoires à beaucoup de rires (p. 25), à cause de la pluie value (p. 58), Marx et son ange aussi (p. 58) , il vire-volts quand il en parle (p. 59), sous le mont Martre, le contrôleur de billets, authentique suppositoire du grand capital (p. 60), les vrais communards ont sûrement tous été mal sacrés face au mur dans le cimetière. Ne restent que des versailleurs et leur Thiers, un Adolphe ,comme l'autre et ses nausées gammées (p. 63), je me pleure de tout (p. 65), j'ai peur du poisonnement mais il y a du rouge dans la sauce (p. 121), un gros tube Hercule (p. 246), esclavengeurs (p. 246), un troupement (p. 246), on se laisse ami-distance (p. 247)...
Pour le fonctionnement de l'implantation française, le langage est plus varié : français approximatif des indigènes (ma coumandan) ou des expatriés, français châtié voire diplomatique de quelques Français et Ivoiriens : 
- Je suis Maxime Dabilly, fils de Pierre Dabilly et Catherine Bernard. Mon aïeul est un soldat récompensé de son courage à la guerre par une terre qui porte son nom. Je viens vous saluer depuis mon petit village de France jusqu'où le nom de Krinjabo est arrivé. Les nouvelles sont bonnes, rien de grave ne m'amène. J'ai la bouche pleine de mots, mais la parole qui commande aux peuples est albinos. elle est blanche de vérité et ne supporte pas le soleil (p. 140),
- Que la paix d'Allah le miséricordieux soit avec vous. Je suis Sitafa, descendant de Wattara, Bambara de Bondoukou depuis que les poules savent pondre des œufs, commerçant de père en fils depuis que les hommes savent manger les poules et les œufs. Au nom d'Allah le magnificent, mes hommes et moi nous vous saluons (p. 220).

L'utilisation de termes locaux s'avère parfois nécessaire, surtout pour un personnage qui se met à la langue agni : fourous (faux moustiques, vrais insectes genre moutmout ou simulie), woya (animaux vociférateurs nocturnes) (p. 230), coque à cola, je lui ai envoyé mon karamoko, mon féticheur personnel (p. 203). Quand Maxime tombe malade : Dja Kouadjo, l'accès palustre, Nzo Guier, la diarrhée, et Vié Ngo, la fièvre (p. 219).
Les ethnies sont signalées : Apolloniens, Kroumen, Ashantis, Fantis, Soumaré, Aboureys, Agnis, Akapless, Manda-Djoulas...
L'analyse de la situation (en 1888) paraît objective, pour ce qui concerne les déplacements, les cours, les palabres, les comportements, les maladies, les motivations des uns et des autres : Sikasso, Kong, Bondoukou et Koomasee fonctionnent comme des villes hanséatiques. depuis des siècles, une entente tacite leur permet de capter tout le commerce en provenance du nord et du sud. Elles rêvent d'accès faciles aux articles européens. Les Anglais tiennent Koomasee, la plus grande, la plus ancienne, la plus importante ville de la hanse. Pourquoi s'allier aux Français ? (p. 220).

## Éditions
- Camarade Papa (Le Nouvel Attila, juin 2017), 256 pages  (ISBN 978-2-3710-0023-0)
- Camarade Papa (Le Livre de Poche, janvier 2020), 264 pages  (ISBN 978-2-2532-5958-9)

## Réception
Les recensions sont favorables, surtout à la dénonciation du colonialisme, et aux missions inverses (Europe blanche vers l'Afrique noire, et retour des petits-enfants noirs passés par l'Europe),,,,. Le roman a reçu le Prix Éthiophile 2019, remis le 21 septembre 2019 au Café Procope, à Paris ainsi que le Grand prix littéraire d'Afrique noire 2018.